# Holasteron aciculare
Holasteron aciculare là một loài nhện trong họ Zodariidae.
Loài này thuộc chi Holasteron. Holasteron aciculare được Barbara C. Baehr miêu tả năm 2004.